# Biuletyn Wojskowej Służby Archiwalnej
Biuletyn Wojskowej Służby Archiwalnej – rocznik wydawany nieregularnie od 1969 do 2007 roku przez Centralne Archiwum Wojskowe. 
Publikowane w nim były: artykuły, materiały źródłowe dotyczące historii wojskowości. Kontynuacją pisma jest Rocznik Archiwalno-Historyczny Centralnego Archiwum Wojskowego